# Fernando de la Puente y Primo de Rivera
Fernando de la Puente y Primo de Rivera (Cádis, 28 de agosto de 1808 - Madri, 12 de março de 1867) foi um cardeal espanhol do século XIX.

## Biografia
Nasceu em Cádis em 28 de agosto de 1808. Oitavo filho de Bernardo de la Puente y Adaro (1754-1812), comerciante de Maracaibo, natural de Vizcaya, e María Pilar Primo de Rivera y Ortiz de Pinedo (ca.1775-1820?), nascida em Algeciras. Primo de Fernando Primo de Rivera (1831-1921), primeiro marquês de Estella (1877).
Estudou no Ushaw College, Durham, Inglaterra; e na Universidade de Sevilha, onde obteve o doutorado em teologia em 1839.
Ordenado sacerdote em 1832. Professor de teologia na Universidade de Sevilha por seis anos. Auditor do Supremo Tribunal da Rota na nunciatura da Espanha, Madri, por quatro anos. Curado econômico na paróquia de San Miguel, Sevilha, por seis anos.
Eleito bispo de Salamanca em 27 de setembro de 1852. Consagrada em 19 de dezembro de 1852, igreja de San Isidro, Madri, por Giovanni Brunelli, arcebispo titular de Thessaloniki, núncio na Espanha, auxiliado por Tomás Iglesias Bácones, patriarca das Índias Ocidentais, e por Nicolás Luis Lezo Garro, arcebispo titular de Seleucia, abade de San Ildefonso. Assistente do Trono Pontifício, 9 de janeiro de 1855. Promovido à sede metropolitana de Burgos, 25 de setembro de 1857.
Criado cardeal sacerdote no consistório de 27 de setembro de 1861; recebeu o gorro vermelho e o título de S. Maria della Pace, a 21 de maio de 1862. 
Sendo preceptor, diretor da formação moral e religiosa, do Príncipe das Astúrias, futuro rei Afonso XII de Espanha, 1864-1865 e 1866-1867.
Morreu em Madri em 12 de março de 1867 às 5h40. Transferido de trem para Burgos e exposto e sepultado na capela do Santíssimo Cristo na catedral metropolitana de Burgos.